# Florktjärnen (Sorsele socken, Lappland)
Florktjärnen är en sjö i Sorsele kommun i Lappland och ingår i Umeälvens huvudavrinningsområde. Florktjärnen ligger i Vindelälven Natura 2000-område.